# Quan hệ Ý – Việt Nam
Quan hệ song phương giữa Cộng hòa Xã hội chủ nghĩa Việt Nam và Cộng hòa Ý được duy trì ở mức độ ổn định, hữu nghị và ngày càng phát triển trên nhiều lĩnh vực, từ ngoại giao, kinh tế, văn hóa đến quốc phòng. Ý hiện có Đại sứ quán tại Hà Nội, trong khi Việt Nam đặt Đại sứ quán tại thủ đô Rome.

## Lịch sử
Trong thời kỳ Chiến tranh Việt Nam, Ý – một thành viên của khối NATO và thân phương Tây – ban đầu chỉ công nhận chính quyền Việt Nam Cộng hòa (miền Nam Việt Nam). Tuy nhiên, một dấu mốc quan trọng trong vai trò hòa giải của Ý là sự kiện Chiến dịch Marigold (1966) – một nỗ lực bí mật nhằm chấm dứt chiến tranh.
Trong chiến dịch này, đại sứ Ý tại Sài Gòn, Giovanni D'Orlandi, đã hợp tác với Janusz Lewandowski, đại diện Ba Lan trong Ủy ban Kiểm soát và Giám sát quốc tế (ICCS), đại diện cho khối xã hội chủ nghĩa và có mối liên hệ với Bắc Việt Nam. Hai nhà ngoại giao này đã cố gắng thiết lập một cuộc đối thoại hòa bình giữa Hoa Kỳ và chính quyền miền Bắc Việt Nam. Tuy nhiên, do căng thẳng leo thang và quyết định mở rộng chiến dịch ném bom miền Bắc của Tổng thống Mỹ Lyndon B. Johnson, nỗ lực này thất bại. Chiến dịch Marigold được xem là một trong những cơ hội hòa bình bị bỏ lỡ lớn nhất trong chiến tranh Việt Nam.
Đến năm 1973, hai nước chính thức thiết lập quan hệ ngoại giao, mở ra chương mới trong quan hệ song phương, bất chấp khác biệt hệ thống chính trị.

## Quan hệ hiện đại
Kể từ sau Chiến tranh Lạnh kết thúc, quan hệ giữa Việt Nam và Ý ngày càng phát triển sâu rộng trên nhiều lĩnh vực. Hai nước thiết lập quan hệ Đối tác chiến lược vào năm 2013, tạo nền tảng cho việc tăng cường hợp tác chính trị, kinh tế, văn hóa và an ninh. Ý là một trong những quốc gia đầu tiên ở Tây Âu ủng hộ mạnh mẽ quá trình hội nhập quốc tế của Việt Nam, đặc biệt trong việc Việt Nam gia nhập Tổ chức Thương mại Thế giới (WTO) và ký kết Hiệp định Thương mại Tự do Việt Nam – EU (EVFTA). Về kinh tế, kim ngạch thương mại song phương năm 2015 đạt khoảng 4,3 tỷ USD, và hai bên đặt mục tiêu nâng lên 5 tỷ USD mỗi năm. Việt Nam xuất khẩu chủ yếu các mặt hàng dệt may, da giày, thủy sản, đồ gỗ và linh kiện điện tử sang Ý, trong khi nhập khẩu máy móc, thiết bị cơ khí, dược phẩm và công nghệ cao từ phía bạn.Trên phương diện ngoại giao, nhiều chuyến thăm cấp cao giữa hai nước được tổ chức thường xuyên, thể hiện cam kết chính trị ngày càng sâu sắc. Năm 2005, Chủ tịch nước Trần Đức Lương đã tiếp Chủ tịch Thượng viện Ý Ferdinando Casini tại Hà Nội, thể hiện mong muốn thúc đẩy hợp tác nhiều mặt giữa hai quốc gia trong bối cảnh quốc tế đang chuyển biến.
Ngoài ra, hợp tác văn hóa và giáo dục cũng được chú trọng, với các chương trình học bổng, đào tạo tiếng Ý tại Việt Nam, và việc thành lập Trung tâm Nghiên cứu Việt Nam tại Torino (Ý) do tiến sĩ Sandra Scagliotti điều hành. Theo bà Scagliotti, quan hệ Việt Nam – Ý hiện đang trong giai đoạn phát triển sôi động nhất trên các phương diện chính trị, kinh tế, giao lưu văn hóa và hợp tác an ninh. Triển vọng tương lai cho thấy hai nước tiếp tục đẩy mạnh hợp tác trong lĩnh vực đầu tư công – tư, du lịch, công nghệ xanh, chuyển đổi số và phát triển bền vững, đồng thời hỗ trợ lẫn nhau tại các diễn đàn quốc tế như ASEAN – EU, ASEM và Liên Hợp Quốc.

## Đại sứ quán, lãnh sự quán
- Tại Việt Nam:
- Hà Nội (Đại sứ quán)

- Tại Ý:
- Rome (Đại sứ quán)